# Stefano Cerioni
Stefano Cerioni (Madrid, España, 24 de enero de 1964) es un deportista italiano que compitió en esgrima, especialista en la modalidad de florete.
Participó en cuatro Juegos Olímpicos de Verano, entre los años 1984 y 1996, obteniendo en total tres medallas, oro y bronce en Los Ángeles 1984, en las pruebas por equipos (junto con Mauro Numa, Andrea Borella, Angelo Scuri y Andrea Cipressa) e individual, y oro en Seúl 1988, en la prueba individual.
Ganó tres medallas en el Campeonato Mundial de Esgrima entre los años 1993 y 1997.

## Palmarés internacional
| Juegos Olímpicos   | Juegos Olímpicos             | Juegos Olímpicos  | Juegos Olímpicos    |
| Año                | Lugar                        | Medalla           | Prueba              |
| ------------------ | ---------------------------- | ----------------- | ------------------- |
| 1984               | Los Ángeles (Estados Unidos) | Medalla de oro    | Florete por equipos |
| 1984               | Los Ángeles (Estados Unidos) | Medalla de bronce | Florete individual  |
| 1988               | Seúl (Corea del Sur)         | Medalla de oro    | Florete individual  |
| Campeonato Mundial |                              |                   |                     |
| Año                | Lugar                        | Medalla           | Prueba              |
| 1993               | Essen (Alemania)             | Medalla de plata  | Florete por equipos |
| 1994               | Atenas (Grecia)              | Medalla de oro    | Florete por equipos |
| 1997               | Ciudad del Cabo (Sudáfrica)  | Medalla de bronce | Florete por equipos |